# Vicente Guillem Porta
Vicente Guillem Porta (Aldaia, 1953) és llicenciat en Medicina i Cirurgia i doctor en Medicina i oncòleg.
És especialista en Oncologia Mèdica i des de 2006 és Cap de Servei d'Oncologia Mèdica a l'Institut Valencià d'Oncologia. Entre els anys 2005 i 2010 ha estat president del Comité Tècnic de l'Associació Espanyola Contra el Càncer (AECC), així com President de la Societat Espanyola d'Oncologia Mèdica (SEOM) de 2000 a 2004 i Cap de Servei d'Oncologia Mèdica de la Fundació Institut Valencià d'Oncologia des de 1990. També és membre de l'European Society of Medical Oncology (ESMO) i de l'American Society of Clinical Oncology (ASCO). Va estudiar medicina a la Universitat de València l'any 1976 on també es va doctorar l'any 1989 en Medicina. Ha escrit una vintena de llibres sobre la seua especialitat i unes 60 publicacions en revistes mèdiques, a més d'unes 200 comunicacions científiques a congressos Estatals e Internacionals.
L'any 2012 va rebre la Distinció de la Generalitat Valenciana al Mèrit Científic.